# Samotny Murek
Samotny Murek – zbudowana z wapienia skała w grupie Samotnych Skał w Dolinie Kobylańskiej na Wyżynie Olkuskiej. Skały te znajdują się w lesie, w orograficznie lewych zboczach północnej części doliny, nieco powyżej miejsca, w którym idący dnem doliny szlak turystyczny z Kobylan opuszcza las i wychodzi na pola uprawne Będkowic. Ostatnie Skałki znajdują się w odległości około 50 m od granicy lasu i pól uprawnych i ze szlaku turystycznego są niewidoczne. Znajdują się w granicach wsi Będkowice w województwie małopolskim, w powiecie krakowskim, w gminie Wielka Wieś. W grupie tych skał jest Samotna Skała i Samotny Murek.
Samotny Murek ma wysokość 12 m i jest obiektem wspinaczki skalnej. Jego opisu brak w przewodniku wspinaczkowym P. Haciskiego i na portalu wspinaczkowym. W 2017 roku staraniem fundacji Nowa Wspinka zamontowano na nim stałe punkty asekuracyjne, a na stronie tej fundacji są zamieszczone jego skałoplany.

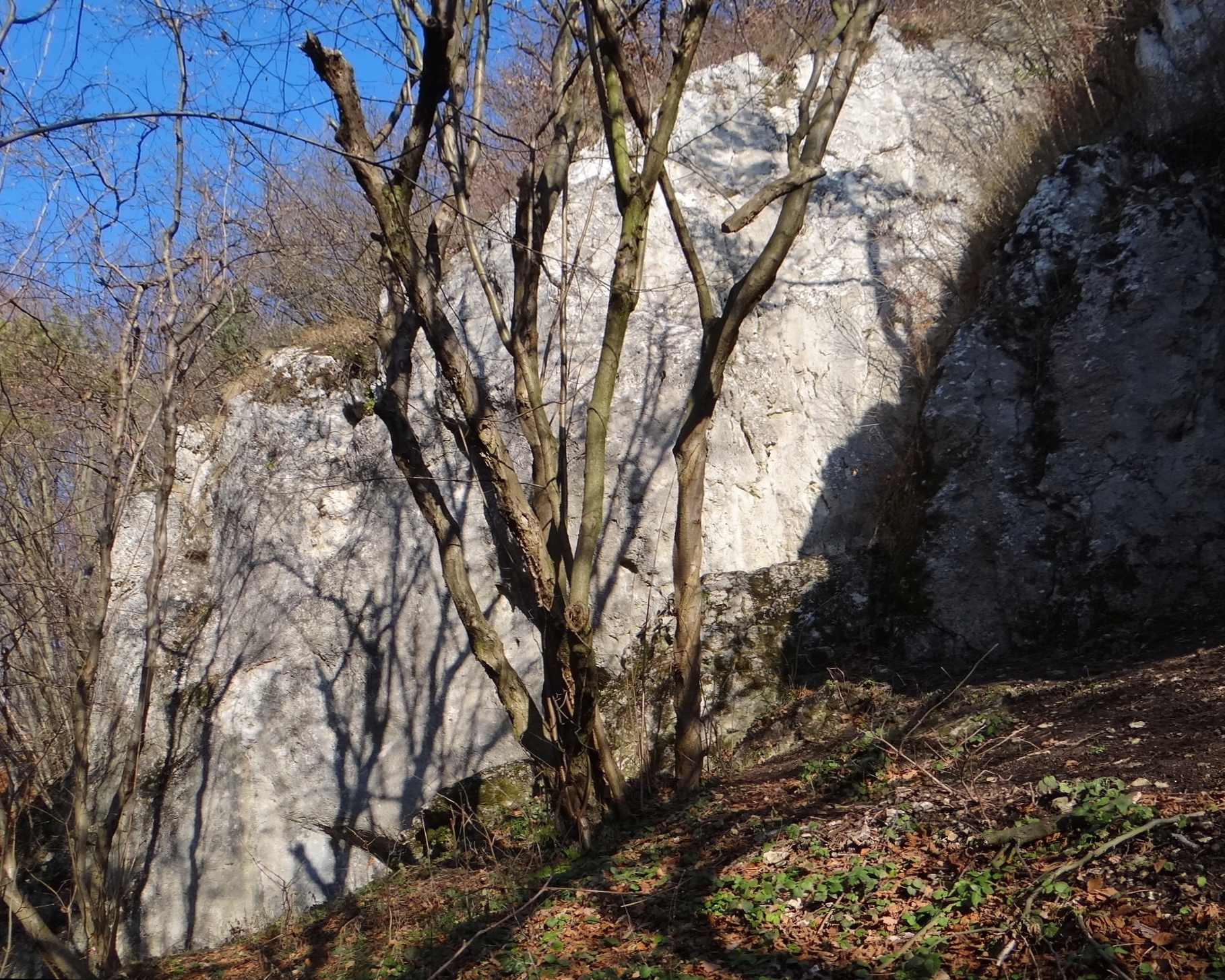
Samotny Murek
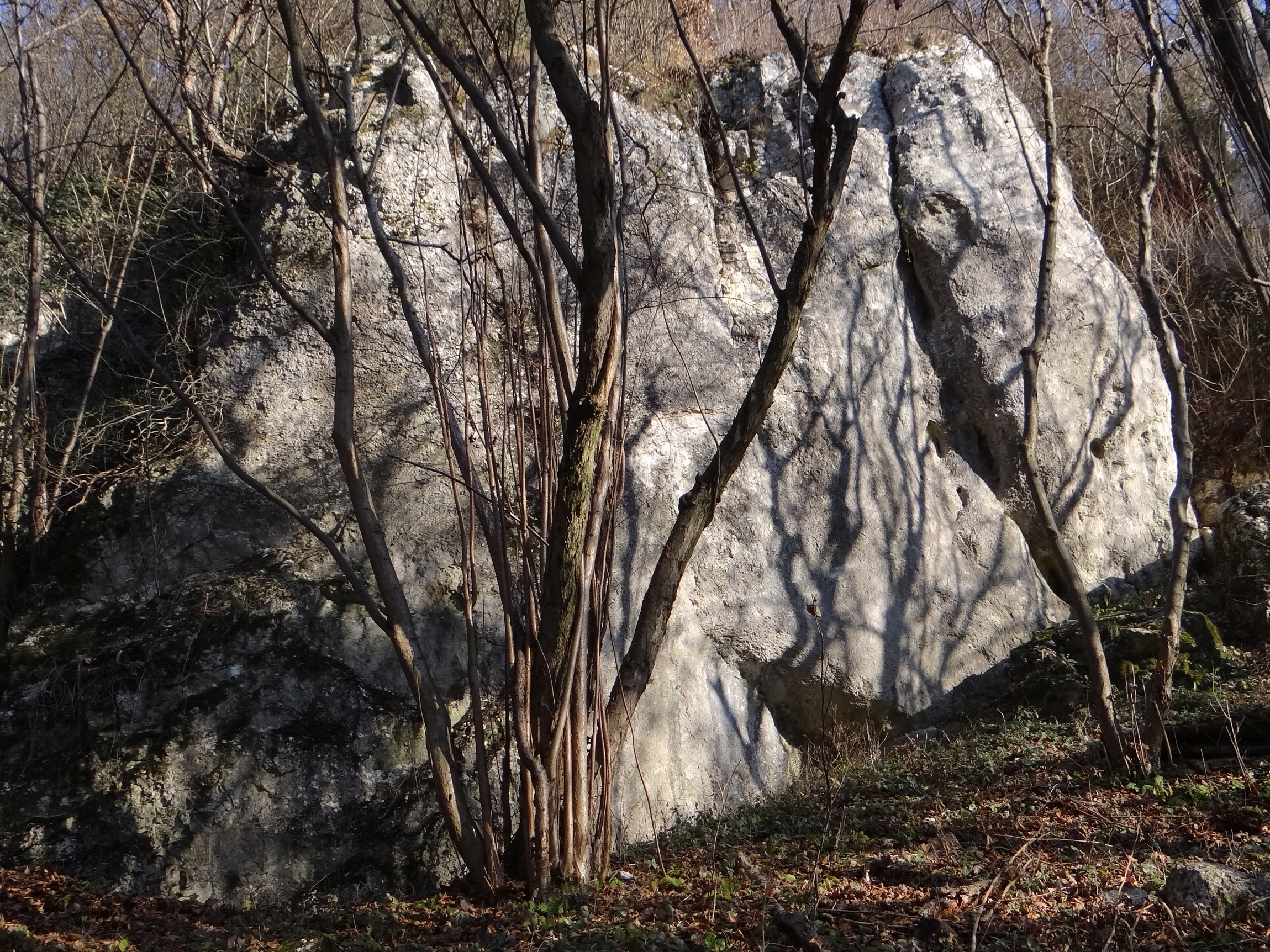
Samotny Murek
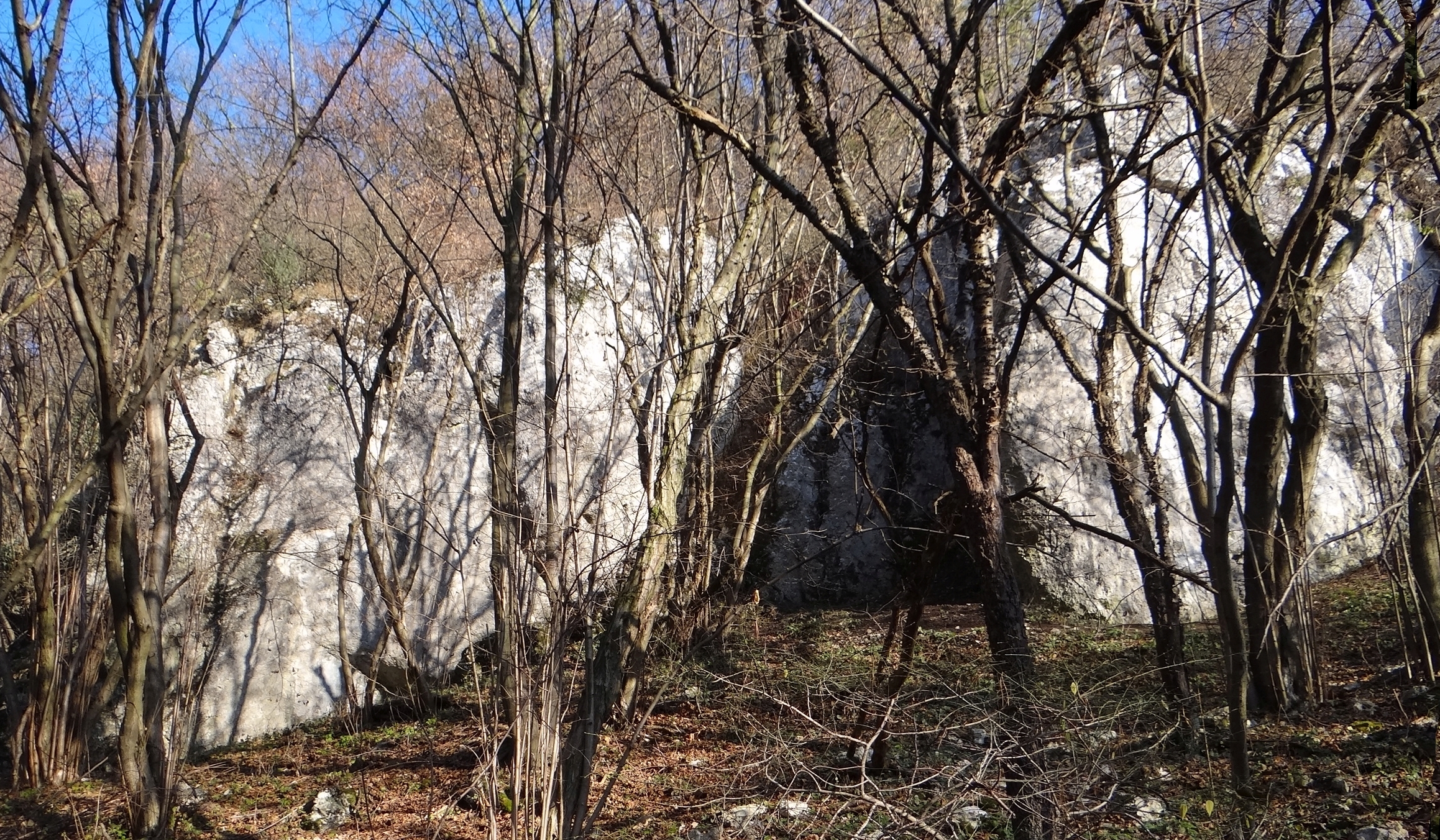
Samotny Murek i Ostatnie Skałki

## Drogi wspinaczkowe
Są 3 drogi wspinaczkowe o trudności od IV+ do VI.3 w skali polskiej oraz jeden projekt. Na wszystkich zamontowano ringi (r) i dwa ringi zjazdowe (2rz).
1. Milczące zdumienie; VI.2+/3, 3r + 2rz
2. Bruzda dotykowa; VI.1+, 3r + 2rz
3. Projekt
4. Od ucha do ucha; IV+, 3r + 2rz